# Australian Championships 1934
Gli Australian Championships 1934 (conosciuto oggi come Australian Open) sono stati la 27ª edizione degli Australian Championships e prima prova stagionale dello Slam per il 1934. Si è disputato dal 18 al 27 gennaio 1934 sui campi in erba del White City Stadium di Sydney in Australia.
Il singolare maschile è stato vinto dal britannico Fred Perry, che si è imposto sull'australiano Jack Crawford in tre set. Il singolare femminile è stato vinto dall'australiana Joan Hartigan Bathurst, che ha battuto la connazionale Margaret Molesworth in due set. Nel doppio maschile si è imposta la coppia formata da Pat Hughes e Fred Perry, mentre nel doppio femminile hanno trionfato Margaret Molesworth e Emily Hood Westacott. Il doppio misto è stato vinto da Joan Hartigan Bathurst e Gar Moon.

## Risultati

### Singolare maschile
Fred Perry ha battuto in finale  Jack Crawford con il punteggio di 6–3, 7–5, 6–1

### Singolare femminile
Joan Hartigan Bathurst ha battuto in finale  Margaret Molesworth con il punteggio di 6–1, 6–4

### Doppio maschile
Pat Hughes /  Fred Perry hanno battuto in finale  Adrian Quist /  Don Turnbull con il punteggio di 6–8, 6–3, 6–4, 3–6, 6–3

### Doppio femminile
Margaret Molesworth /  Emily Hood Westacott hanno battuto in finale  Joan Hartigan Bathurst /  Ula Valkenburg con il punteggio di 6–8, 6–4, 6–4

### Doppio misto
Joan Hartigan Bathurst /  Gar Moon hanno battuto in finale  Emily Hood Westacott /  Ray Dunlop con il punteggio di 6–3, 6–4